# Spilosoma neglecta
Spilosoma neglecta är en fjärilsart som beskrevs av Rothschild 1910. Spilosoma neglecta ingår i släktet Spilosoma och familjen björnspinnare. Inga underarter finns listade i Catalogue of Life.